# Селенит олова(IV)
Селенит олова(IV) — неорганическое соединение,
соль олова и селенистой кислоты
с формулой Sn(SeO3)2,
бесцветные кристаллы,
не растворяется в воде.

## Физические свойства
Селенит олова(IV) образует бесцветные кристаллы двух модификаций:
- α-Sn(SeO3)2, кубическая сингония, пространственная группа P a3, параметры ячейки a = 0,81725 нм, Z = 4;
- β-Sn(SeO3)2, моноклинная сингония, пространственная группа P 21/c, параметры ячейки a = 0,4784 нм, b = 0,8529 нм, c = 0,6943 нм, β = 111,01°, Z = 2.

Не растворяется в воде.